# Strathcona (Minnesota)
Strathcona es una ciudad ubicada en el condado de Roseau, Minnesota, Estados Unidos. Según el censo de 2020, tiene una población de 25 habitantes.

## Geografía
La localidad está ubicada en las coordenadas 48°33′13″N 96°10′1″O / 48.55361, -96.16694 (48.553705, -96.167045). Según la Oficina del Censo de los Estados Unidos, Strathcona tiene una superficie total de 1.28 km², correspondientes en su totalidad a tierra firme.

## Demografía
Según el censo de 2020, hay 25 personas residiendo en Strathcona. La densidad de población es de 19.53 hab./km². La totalidad de los habitantes son blancos. No hay hispanos o latinos viviendo en la localidad.